# George Alexander Kohut
George Alexander Kohut (Székesfehérvár, 1874. február 11. – New York, 1933. december 31.) zsidó származású amerikai rabbi, hittudós, történetíró, Kohut Sándor hittudós fia.

## Élete
A nagy életművel rendelkező Kohut Sándor fiaként született. Nagyváradon járt gimnáziumba, majd New-Yorkba ment, ahol a Columbia-egyetemen és a rabbiszemináriumban tanult. Később a berlini egyetemen és a Hochschule für Wissenschaft d. Judentums-on, legvégül a párizsi rabbiszemináriumon tanult.  
Előbb Texasban, majd New-Yorkban az Emanu-El nevű nagyobb hitközség rabbijaként, a Teológiai Szeminárium tanáraként és főkönyvtárnokaként működött. Kiváló történész hírében állt, aki leginkább a Latin Amerika és a régi spanyol gyarmatok zsidóságának történetével foglalkozott. 

## Művei
- Early Jewish Literature in America (1895)
- Sketches of Jewish Loyelty, Bravery and Patriotism in the South American Colonies and the West- Indies (1895)
- The American Jew as Patriot, Soldier and Citizen (1895)
- Martyrs of the Inquisition in South America (1895)
- A Memoir of Dr. A. Kohut's Literary Activity (1896)

Ezenkívül szerkesztette a Jewish Home folyóiratot. Irodalmi alapot létesített édesapja nevére, és ennek jövedelmeiből különböző országokban (Amerikában, Angliában, Ausztriában és Magyarországon) tudományos munkákat adtak ki. A magyar sorozat első kötete a Rabbiképző jubileumára jelent meg.